# Raphael Semmes

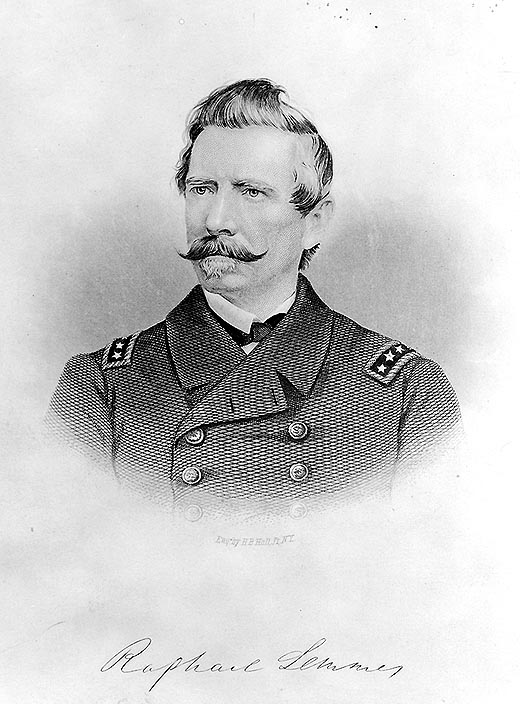
Raphael Semmes

Raphael Semmes (* 27. September 1809 in Charles County, Maryland; † 30. August 1877 in Mobile, Alabama) war ein Seemann, Jurist, Kapitän, Admiral und General.

## Leben
Raphael Semmes, der als Zehnjähriger zur Waise wurde, trat mit 15 Jahren als Seemann in die US-Kriegsmarine ein. Nebenbei begann er ein Jura-Studium und wurde im Jahr 1834 als Rechtsanwalt zugelassen. Im Krieg gegen Mexiko (1846–1848) diente er bei der US-Marine als Kommandant der Brigg USS Somers mit dem Auftrag, die mexikanische Hafenstadt Veracruz zu blockieren. Dabei kam es am 26. November 1846 zu einem Zwischenfall. Die Somers zerstörte den mexikanischen Schoner Criolla, bei dem es sich jedoch eigentlich um ein US-amerikanisches Spionageschiff handelte. Die Somers kenterte schließlich am 8. Dezember 1846 bei der Verfolgung eines Blockadebrechers in einer plötzlichen Bö und sank. Semmes erhielt eine Belobigung für sein Verhalten bei dem Unglücksfall, der über 20 Tote kostete.

Raphael Semmes an Bord der Alabama

Nach dem Krieg nahm Semmes wieder sein Gewerbe als Anwalt in Mobile auf. Als 1861 der Bürgerkrieg ausbrach, meldet er sich bei der Marine der konföderierten Südstaaten. Er erhielt das Kommando über die CSS Sumter und machte mit ihr erfolgreich Jagd auf Handelsschiffe der Nordstaaten. Es gelang ihm 18 Schiffe in der Karibik und im Atlantik aufzubringen. Nachdem im Januar 1862 sein Schiff im britischen Gibraltar von Einheiten der U.S. Navy blockiert wurde, wurde Semmes abgezogen und als Kommandant auf die neugebaute CSS Alabama versetzt. Mit diesem Schiff konnte er bis 1864 auf allen Weltmeeren über 60 Nordstaatenschiffe erbeuten. Am 19. Juni 1864 schließlich gelang es dem Nordstaatendampfschiff USS Kearsarge, die Alabama vor der französischen Küste zu stellen und zu versenken. Doch Semmes, inzwischen Admiral der Südstaatenmarine, konnte an Bord der Yacht Deerhound nach England entkommen und reiste von dort zurück nach Amerika. Er wurde am 10. Februar 1865 zum Konteradmiral befördert und erhielt das Kommando über die sogenannte James River Squadron, deren Aufgabe die Verteidigung des Seezugangs von Richmonds war. Nach dem Fall der Stadt im April musste er seine Schiffe zerstören und wurde zum Brigadegeneral ernannt. Seine Seeleute wurden Infanteristen. Nach Kriegsende wurde er kurzzeitig inhaftiert. Es konnten ihm aber keine Straftaten nachgewiesen werden. Sein Verhalten war stets tadellos. Er kehrte wieder nach Mobile zurück und arbeitete dort als Rechtsanwalt, Professor für Philosophie und Literatur, Zeitungsherausgeber und Richter. Er war eine populäre Figur in seinem Heimatstaat Alabama und im ganzen Süden und blieb dies über seinen Tod 1877 hinaus.